# Bridgend, Islay
Bridgend ( en gaélico escocés: Beul an Àtha) es un pueblo en la isla de Islay, en las Hébridas Interiores, frente a la costa occidental de Escocia, en la punta del lago Indaal . El pueblo está dentro de la parroquia de Killarow y Kilmeny . 
Las dos carreteras principales de la isla, la A846 y la A847, se encuentran en el pueblo justo al norte del puente sobre el Río Sorn que da nombre al pueblo. La A846 pasa por el pueblo en su recorrido entre Port Askaig y Ardbeg .  La A847 comienza en Bridgend y continúa hasta Portnahaven . 
Es notable por la ubicación de Islay House . El puente sobre el río Sorn está catalogado como de categoría B. 
El Banco Nacional de Escocia abrió una sucursal en Bridgend en 1838  bajo la dirección de Duncan McAlister, comerciante y director de correos. El edificio construido en 1838 está catalogado como de categoría B. 